# Similosodus torui
Similosodus torui là một loài bọ cánh cứng trong họ Cerambycidae.